# Шабанова, Раиса Ивановна
Раи́са Ива́новна Шаба́нова (1 ноября 1938, Москва — 25 октября 2012, там же) — советская и российская радиоведущая.

## Биография
В 1956 году записалась на курсы подготовки звукооператоров Гостелерадио. После окончания работала по специальности.
Приняла участие в конкурсе дикторов, успешно пройдя отбор, была принята стажёром на Всесоюзное радио. Через год обучения дикторскому мастерству Раису принимают в штат диктором 3-й категории, что дало возможность вести детские и литературные передачи, концерты, новостные сводки.
Около 20 лет проработала диктором на Всесоюзном радио. В 1993—1998 годах сотрудник Московской городской телефонной сети: записывала информационные сообщения, передаваемые абонентам в автоматическом режиме.
С 2000 года работала на радиостанциях FM-диапазона: вела программу «Show Time» на радио ULTRA, затем на Best FM. С 2005 по 13 марта 2009 года. вела еженедельный хит-парад «Чартова дюжина» на Нашем радио.
Выступала также как ведущая концертных программ: концерта Мэрилина Мэнсона в спорткомплексе «Олимпийский», новогодней телевизионной программы «НеГолубой Огонёк» (2005, вместе с Ильёй Лагутенко) и др.
В последнее время вела программу «Show Time» на радио ULTRA.
25 октября 2012 года радиоведущая Раиса Шабанова скончалась. Урна с прахом захоронена на Домодедовском кладбище.